# Curriculum vitae I
Curriculum vitae I is een verzamelalbum van de Duitse muziekgroep Picture Palace Music. Het album bevat opnamen afkomstig van diverse los uitgegeven (en grotendeels besproken) cd-r's.

## Musici
- Thorsten Quaeschning – toetsinstrumenten, gitaar en slagwerk
- Sasch Beator – synthesizer op 3, 4 9
- Thorsten Spiller – gitaar op 5 en 7, synthesizer op 5
- Vincent Quiram – gitaar op 2
- Don – gitaar en synthesizer op 6

## Composities
Alleen van Quaeschning behalve waar aangegeven:
1. Celebrating part I
2. Mandrake flight (Quaeschning / Quiram)
3. Spreading disease (Beator / Quaeschning)
4. Morgengrauen (Beator / Quaeschning)
5. Waving goodbye, waving, waving part 2 (Spiller)
6. Schrek’s non vampiric (Wuttke)
7. Day of wrath
8. Auerbach’s night club
9. Under the golden charm
10. Powercutting
11. Anoranza
12. Mal de pays
13. Heimprá
14. Wiedersehen

afkomstig van de cd-r’s Nostalgia / Heimweh (2006) (11, 12, 13), Three easter nights at Babylon (1), Walpurgisnacht (2,3,5,6) en Auerbach's Night Club (4,7,8,9,10)